# Bohumil Kopcio
Bohumil Kopcio (1. prosince 1926 Ostrava – 4. června 2015 Cheb) byl československý fotbalový rozhodčí.
V československé lize působil v letech 1964–1974. Řídil celkem 84 ligových utkání. Jako mezinárodní rozhodčí řídil v roce 1974 dvě mezistátní utkání. V evropských pohárech řídil v letech 1972–1974 celkem 3 utkání (v Poháru vítězů pohárů 1 utkání a v Poháru UEFA 2 utkání).